# 垂花乌头
垂花乌头（学名：Aconitum nutantiflorum）为毛茛科乌头属下的一个种。高约1.5米，中國西藏东南部察隅海拔3600米一带有這種植物。這種植物的雄蕊无毛，而且在每年的8月开花。

## 扩展阅读
- 維基物種上的相關：垂花乌头